# 房屋政策評議會
香港房屋政策評議會（英語：Hong Kong People's Council on Public Housing Policy），前稱香港公共房屋政策評議會（英語：Hong Kong People's Council on Public Housing Policy），是於1978年10月成立的香港壓力團體，於1970年代和1980年代風行。該組織由居民團體及社區組織中的社運人士，目標是影響香港政府的香港公共房屋政策，作為香港房屋委員會的影子議會。
政策評議會的前身是反對公共房屋租金上漲的租金行動小組（Rental Action Group），該組織於1973年成立，當年十年建屋計劃啟動，香港房屋委員會成立。1976年，該組織與香港社區組織協會和香港基督教工業委員會共同組織示威活動，抗議公共房屋租金上漲，1977年更多參與公共房屋政策，1980年代抗議巴士費用上漲。1983年，該組織舉行政治活動，要求遏制公共事務總費用的上漲。1986年，評議會與香港教育專業人員協會及香港社會工作者總工會等組織抗議大亚湾核电站的建築。
1980年代中旬，該組織開始參與區議會和市政局/區域市政局選舉，開始聯絡民主派組織。
1998年改為現名，2019年6月因經費不足宣告解散。